# مختار هولاند
مختار هولاند، أستاذ الدراست الصوفية في جامعة أكسفورد، والجامعة الوطنية  "كيبانغسان" UKM  ماليزيا، المؤسسة الإسلامية (ليستر، إنجلترا)، عرف بترجمته لتراث عبد القادر الجيلاني من العربية إلى الإنجليزية.

## حياته
ولد مختار هولاند في عام 1935 في مدينة دورهام القديمة في شمال شرق إنجلترا. ومع ذلك، قد يعتبر هذا البيان مفارقة تاريخية، لأنه لم يحمل اسم مهتر حتى عام 1969، عندما تأثر بتجارب قوية في كاثيوان لاتيان من سوبود لاعتناق دين الإسلام.
في سن الرابعة، وفقًا لمقال في مذكرات والده، قال لرجل طلب اسمه: «أنا غريب على نفسي». خلال السنوات التي قضاها في المدرسة، تم جذبه بقوة إلى دراسة اللغات، والتي بدت أنها تقدم علامات لإرشاد الغريب على "Journey Home"، بصرف النظر عن فائدتها العملية للشخص الذي أحب قضاء إجازاته في السفر - في البداية على دراجة من خلال الأراضي الأجنبية. قام بالحج إلى مكة في عام 1980.

## كتبه
قام مختار هولاند بنشر العديد من الأعمال والترجمات، حيث ترجم اغلب مؤلفات عبد القادر الجيلاني المعروفة وغيره من رجال التصوف وآخرها ترجمة للإمام الترمذي للشمال، وإيهيا الغزالي القادمة المؤلفة من 4 مجلدات (جمعية السيرة الذاتية والأدب المسلم، قريبا).عمل كزميل باحث أول في المؤسسة الإسلامية في إنجلترا ومدير مركز نور الإسلام للترجمة في نيويورك.